# Ujj-függő
Az Ujj-függő (eredeti cím: Thumbsucker) 2005-ös amerikai filmvígjáték-dráma, amelyet Mike Mills írt és rendezett. A forgatókönyv Walter Kirn 1999-es, Thumbsucker című regényéből készült. A főszerepben Lou Taylor Pucci, Tilda Swinton, Vincent D’Onofrio, Kelli Garner, Benjamin Bratt, Vince Vaughn és Keanu Reeves látható. Swinton vezető producerként is közreműködött a film készítésében.
A filmet 2003-ban forgatták a Portlandi agglomerációban, és 2005 januárjában mutatták be a Sundance Filmfesztiválon. Az Egyesült Államokban 2005. szeptember 16-án korlátozott számú moziban tűzték műsorra.

## Cselekmény
Justin káoszba sodorja magát és mindenkit maga körül, amikor megpróbál leszokni arról, hogy a hüvelykujját szopja.

## Szereplők
- Lou Taylor Pucci – Justin Cobb
  - Colton Tanner – Justin 10 évesen
  - Mason Bromberg – Justin 4 évesen[2]
- Tilda Swinton – Audrey Cobb
- Vincent D’Onofrio – Mike Cobb
- Keanu Reeves – Dr. Perry Lyman
- Kelli Garner – Rebecca
- Benjamin Bratt – Matt Schramm
- Vince Vaughn – Mr. Geary
- Chase Offerle – Joel Cobb
- Kit Koenig – igazgató
- Nancy O’Dell – Önmaga
- Walter Kirn (cameo) – bíró

## Filmzene
A film filmzenéje eredetileg Elliott Smith által előadott feldolgozásokból állt volna, de ő a projekt befejezése előtt meghalt. Tim DeLaughtert és a Polyphonic Spree-t választották ki az eredeti filmzene elkészítésére, miután Mills részt vett az egyik koncertjükön, és lenyűgözte őket. Smith három dala megmaradt a filmzenében.
| #   | Cím                                      | Hossz |
| --- | ---------------------------------------- | ----- |
| 1.  | The Crash                                | 0:55  |
| 2.  | Scream & Shout                           | 2:11  |
| 3.  | Slow Halls                               | 0:43  |
| 4.  | What Would You Let Go                    | 1:53  |
| 5.  | Empty Rooms                              | 1:02  |
| 6.  | Wonderful For You                        | 1:50  |
| 7.  | The Rebecca Fantasy                      | 0:30  |
| 8.  | Thirteen (by Elliott Smith)              | 2:40  |
| 9.  | Pink Trash Dream                         | 0:30  |
| 10. | The Green Lights                         | 1:14  |
| 11. | Debate Montage                           | 3:05  |
| 12. | Trouble (by Elliott Smith)               | 2:55  |
| 13. | Skinny Dip                               | 2:22  |
| 14. | Sourness Makes It Right                  | 2:09  |
| 15. | Some of the Parts                        | 2:13  |
| 16. | Matt Schraam                             | 1:07  |
| 17. | Let's Get Lost (by Elliott Smith)        | 2:25  |
| 18. | Justin's Hypnosis                        | 1:32  |
| 19. | The Call of the Wild                     | 0:55  |
| 20. | Wait and See                             | 1:01  |
| 21. | Move Away and Shine                      | 3:59  |
| 22. | Acceptance                               | 30:22 |
| 23. | Move Away and Shine (In a Dream Version) | 3:47  |